# 紐西蘭元
紐西蘭元（毛利語：Tāra，货币符号：$）是紐西蘭、庫克群島、紐埃、托克勞及皮特凱恩群島的法定貨幣，於1967年起使用。通常簡稱為$、NZ$、或紐元，英語俗稱（鷸鴕）。一紐元可分為100紐西蘭仙。
2019年4月，紐西蘭元是世界上貿易量第10大的貨幣。
紐西蘭元取代了曾经原本是紐西蘭法定貨幣的紐西蘭鎊。2006年7月31日，紐西蘭儲備銀行引入新硬幣，取消5仙硬幣的流通地位，並以較細小的新硬幣取代沿用的1毫，2毫及5毫硬幣；而1元及2元則繼續使用。

## 历史

### 引入
紐西蘭元引入前新西兰使用紐西蘭鎊，从1933年开始紐西蘭鎊和英镑就已经分家了。
从1930年代开始在新西兰就有使用十进制来取代不方便和复杂的老英镑制度的建议。但是一直到1950年代才有具体的行动。1957年政府设立了一个委员会来研究十进制货币。1963年政府决定把新西兰的货币十进制化。
1964年新西兰议会通过十进制货币法，决定于1967年7月10日转换货币。当时就有人建议把新货币叫鷸鴕，来避免与美元混淆。到最后还是决定选择“元”这个名称。政府发动了巨大的宣传，在这个过程中紐西蘭元先生成为这次货币改革的代表。
1967年7月10日紐西蘭元被引入，取代过去的紐西蘭镑。兑换值为一镑换二元。当时印刷了约2700万张新纸币，铸造了约1.65亿枚新银币。

### 兑换率
紐西蘭元刚引入的时候与美元的兑换率被定为US$1.39 = NZ$1。同年11月21日由于英镑贬值这个兑换率改为US$1.12 = NZ$1，不过紐西蘭元的贬值比英镑还厉害。
1971年美元对金贬值，使得一紐西蘭元对美元的兑换率升到1.216，其波动率为4.5%。从1973年7月9日到1985年3月4日紐西蘭元的兑换率是根据一系列货币的比率决定的。
从1985年3月4日开始紐西蘭元自由浮动,一开始的兑换率为0.4444美元。从这个时刻开始它的价值由自由市场决定，一般波动在0.39到0.82美元之间。
自由波动后紐西蘭元对美元的最低兑换率为2000年11月22日0.3922美元，最高兑换率为2008年2月27日0.8213美元。
紐西蘭元是世界上贸易量第12大的货币。
2007年6月11日储备银行为了降低其价值出售了不明数量的紐西蘭元，这是从1985年紐西蘭元自由波动以来储备银行首次介入市场。
估计此后储备银行还干涉过两次，但是它们没有第一次那样成功：第一次一开始似乎有效，美元的兑换值从0.749升到0.762。但是在一个月内又回升到干涉前的比率，于2007年7月23日达到0.8103。
2008年初紐西蘭元对美元的比率达到纪录后在2008年的后半年和2009年的第一季度不断下降，这是由于全球经济萧条促使投资者逃离‘风险大’的紐西蘭元。2009年3月6日紐西蘭元降低到0.50美元。但是此后它又迅速回升，2009年11月达到0.75美元。

## 先令
在引入十进制的元的时候新西兰效仿南非和澳大利亚，在兑换的时候原来的十先令兑换一元。这个兑换率以及使用元为名称在改革之前和之后始终有争议。

## 银币

### 历史
在引入元的同时，新西兰发行了1分、2分、5分、10分、20分和50分的硬币。1分和2分的硬币是铜币，其它硬币是白铜的。为了便于流行，5分、10分和20分的硬币与它们取代的六便士、先令和弗罗林同样大小。到1970年为止10分硬币上还印有“1先令”的字样。所有硬币的正面印有阿诺德·梅钦塑造的伊丽莎白二世像，并附有“新西兰伊丽莎白二世”加上日期的字样。1967年引入的硬币背面的图像与原来的设计不同。原来设计的现代艺术和雕塑的图案被一份报纸泄露，在公众中获得了很不好的反应。真正发行的图案相当保守，和公众的期待符合。
1986年新西兰使用了新的女王像。1987年1分和2分硬币不再被铸造，到1988年为止只还铸造了一些供收集者用的硬币。1990年4月30日这些硬币作废。由于没有1分和2分硬币了，在付钱的时候一般这样的额被进到五分。
1991年2月11日铝合黄铜的1元和2元硬币被引入，取代当时的相应纸币。1999年新的女王肖像被引入，硬币上的铸文改为“新西兰伊丽莎白二世”。
2004年11月11日储备银行公布建议取消5分硬币，把10分、20分和50分硬币改小，并改为钢的来减轻它们的重量。为期三个月的公共讨论于2005年2月4日结束，3月31日储备银行宣布将改变硬币。2006年7月31日改变开始，到2006年10月31日为止旧硬币依然可以使用。现在老的5分、10分、20分和50分已经不再是法定货币，但是储备银行依然收纳。此前除了铸文和背面的图案外这3枚硬币很相似。它们与从英国硬币引出的国际硬币也很相似，因此这些老硬币过去被自动销售机和许多商店接受。

### 硬幣設計
| 面額 | 正面圖案           | 背面圖案                   | 備註                                        |
| ---- | ------------------ | -------------------------- | ------------------------------------------- |
| 10分 | 伊麗莎白二世、年份 | 毛利雕刻頭像               |                                             |
| 20分 | 伊麗莎白二世、年份 | 毛派人的毛派雕刻           |                                             |
| 50分 | 伊麗莎白二世、年份 | 努力号三桅帆船、塔拉納基山 |                                             |
| 1元  | 伊麗莎白二世、年份 | 鷸鴕、銀蕨                 | 不設阿拉伯數字面額，只有「ONE DOLLAR」字樣  |
| 2元  | 伊麗莎白二世、年份 | 白鹭                       | 不設阿拉伯數字面額，只有「TWO DOLLARS」字樣 |

新西兰的1元硬币和澳大利亚的2元硬币极其相似，大小，颜色，重量甚至图案。经常发生误将1元新西兰硬币认作2元澳大利亚硬币。

## 纸币
1967年紐西蘭元开始发行时发行了1元、2元、5元、10元、20元和100元的纸币。除5元纸币外其它所有纸币取代了它们相应的新西兰镑前身。当时纸币的正面有女王肖像，反面有新西兰本土的鸟和植物的图像。1981年由于印刷机的改变纸币稍微有点改变，其中最显著的是女王肖像改成正面肖像，而不是左侧肖像了。1983年开始发行50元纸币。1991年1元和2元纸币被同面額硬币取代。
1992年引入了一系列新的纸币。纸币正面是新西兰名人的肖像，反面则是新西兰本土的鸟和风景。1999年塑质钞票取代了纸币，图像依然如旧，但是根据新安全措施稍加更改，其中最显著的更改是两个透明的部位。

### 紙幣設計

紐西蘭現在流通的紙幣系列。

| 面額  | 正面圖案                        | 背面圖案           |
| ----- | ------------------------------- | ------------------ |
| 5元   | 艾德蒙·希拉里、庫克山、农业机械 | 黄眼企鹅、坎贝尔岛 |
| 10元  | 凯特·谢泼德、山茶花             | 山藍鸭、河流       |
| 20元  | 伊丽莎白二世、紐西蘭議會大樓    | 紐西蘭獵鷹         |
| 50元  | 阿佩華·倫納他、大會堂           | 垂耳鸦             |
| 100元 | 欧内斯特·卢瑟福、诺贝尔奖奖牌   | 黃頭刺鶯、蛾、森林 |

## 与其它外币的兑换率
1971年澳大利亚和新西兰都改成一个与美元波动，与其它外汇比较固定的政策。
1974年9月澳大利亚为了减少其通货膨胀改成相对于一个货币蓝比较稳定的政策。
从1976年开始兑换率不断被调节。
在冷战后，尤其是在1990年代末以来，美元对紐西蘭元与其它外汇之间比价的影响越来越小。

## 通货膨胀和通货紧缩
紐西蘭元過去曾長時間受到相當大之通貨膨脹。